# Gerry Byrne (homme politique)
Pour les articles homonymes, voir Gerry Byrne et Byrne.
Gerry Byrne (né le 27 septembre 1966 à Corner Brook, Terre-Neuve-et-Labrador) est un homme politique canadien.

## Biographie
Il a été député à la Chambre des communes du Canada, représentant la circonscription terre-neuve-labradorienne de Humber—St. Barbe—Baie Verte sous la bannière du Parti libéral du Canada de 1996 à 2015.
Lors de l'élection provinciale du 30 novembre 2015, il est élu député de la nouvelle circonscription de Corner Brook. Il est réélu aux élections provinciales de 2019.